# Bartosz Rozwadowski
Bartosz Rozwadowski (* 8. Juli 1991) ist ein polnischer Poolbillardspieler.

## Karriere
Bartosz Rozwadowski begann 2001 mit dem Billardspielen. Bei der Jugend-Europameisterschaft 2007 wurde er Vizeeuropameister im 14/1 endlos und im 9-Ball der Schüler. Mit der polnischen Schülermannschaft belegte er den dritten Platz. 2008 erreichte er bei den Junioren das Finale im 9-Ball und unterlag dort dem Engländer Phil Burford mit 3:8. Mit der Juniorenmannschaft wurde er Dritter. 2009 erreichte er das Halbfinale im 14/1 endlos der Junioren und verlor dort gegen den späteren Europameister Ruslan Tschinachow.
Im Mai 2010 wurde Rozwadowski erstmals für das World Pool Masters nominiert, bei dem er jedoch sieglos in der Vorrunde ausschied. Im Dezember 2010 gewann er seine erste Medaille bei der polnischen Meisterschaft der Herren; im 14/1 endlos erreichte er das Finale und verlor dort mit 48:100 gegen Tomasz Kapłan. Im Juli 2011 gelang ihm bei den Austria Open erstmals der Einzug in die Finalrunde eines Euro-Tour-Turniers. Mit einem 9:1-Sieg gegen den damaligen 9-Ball-Europameister Nick van den Berg schaffte er es ins Achtelfinale, in dem er seinem Landsmann Hubert Łopotko mit 6:9 unterlag. Bei der polnischen Meisterschaft 2011 wurde er erneut Vizemeister im 14/1 endlos, nun im Finale gegen Konrad Piekarski. Ein Jahr später wurde er durch einen 7:4-Finalsieg gegen Mariusz Skoneczny polnischer Meister im 10-Ball. Nach zwei Jahren ohne Medaillengewinn, erreichte Rozwadowski bei der polnischen Meisterschaft 2015 das Halbfinale im 8-Ball, das er mit 6:8 gegen Mariusz Skoneczny verlor.

## Erfolge
| Polnischer 10-Ball-Meister: | 2012 |